# Harper Valley P.T.A. (lied)
Harper Valley P.T.A. is een countrylied geschreven door Tom T. Hall. Het lied gaat over ene Mrs. Johnson, een weduwe die door het lint gaat als haar tienerdochter thuiskomt met een briefje van haar school, waarin gesteld wordt dat zij (de moeder) "onaangepast" gedrag vertoont en een slecht voorbeeld is voor haar kind en anderen. Afzender is de P.T.A. (vergelijkbaar met de Nederlandse Oudercommissie met leden van het schoolbestuur). Op de volgende vergadering, die die middag gehouden wordt, treedt ze aan in minirok en vertoont dan juist "onaangepast" gedrag onder de woorden: This is just little Peyton Place, and you’re all Harper Valley hypocrites. Peyton Place was destijds een televisieserie waarin ogenschijnlijk alles netjes geregeld was, maar waar in werkelijkheid gekonkel, ruzies en affaires de orde van de dag waren. Het lied werd daardoor enigszins tijdgebonden, net als de opmerkingen die werden gemaakt over de minirok, in de jaren 70 algemeen geaccepteerd. Het lied wordt daarbij gezongen vanuit het perspectief van de dochter van Mrs Johnsen: The day my mama socked it to the Harper Valley P.T.A.. Die regel werd echter pas op het laatste moment ingevoegd. 
Hall vertelde later dat de school in het lied geïnspireerd was op Harper Valley Elementary School in Bellevue (Tennessee), maar dan verplaatst naar Olive Hill (Kentucky) waar Hall opgroeide.
Er is een twintigtal covers bekend, die opgenomen zijn van 1968 tot in de 21e eeuw. Opvallend daartussen is een versie van Billy Ray Cyrus, de vader van Miley Cyrus. Zij werd in de jaren 10 "beschuldigd" van "onaangepast", dan wel "onzedelijk" gedrag en zijnde een slecht voorbeeld voor de jeugd. Een andere cover is van Björn Ulvaeus (titel Fröken Fredriksson) van voor zijn ABBA-periode.  

## Jeannie Riley
Degene die het meest succes met dit lied had was countryzangeres Jeannie Riley. Zij was echter niet de beoogde zangeres voor dit nummer. Dat was Skeeter Davis, maar die wees het af. Op zich was dat vreemd, want in dezelfde tijd dat Riley het opnam, werden er ook opnames vastgelegd door Billie Jo Spears en Margie Singleton. Plantation Records met Riley brachten het nummer versneld uit en Spears en Singleton werden buiten de hitparade gehouden. Riley kreeg voor haar versie de Grammy Award for Best Female Country Vocal Performance en was ook genomineerd voor de rubrieken Plaat van het jaar en Lied van het jaar.
Riley bracht het nummer ook uit op haar album Harper Valley P.T.A., waarbij diverse liedjes gekoppeld werden aan dat zogenaamde dorp. De platenhoes liet Riley zien in minirok net als haar dochter voor de hoes.
Riley werd een aantal jaren later een wedergeboren christen en nam afstand van het lied, maar ze bleef het wel zingen. In 1980 verscheen haar autobiografie onder de titel From Harper Valley to the mountain top.
In 1984 nam ze het lied Return to Harper Valley op met een vervolgtekst, die erop wijst dat ze zich niet meer geheel met de oorspronkelijk tekst kon verenigen.

### Hitnotering
Reilly haalde met het nummer zowel de Billboard Hot 100 (13 weken notering) als de Canadese hitlijst en wist enige weken de eerste plaats vast te houden. De specifieke countrylijsten van De Verenigde Staten en Canada gaven ook een nummer 1 notering. Ook de Australische hitlijst gaf een nummer 1 notering. In de Britse hitlijst kwam het niet verder dan plaats twaalf (15 weken). In Nederland haalde Harper Valley P.T.A. alleen de tipparade van de Nederlandse Top 40. Andere hitparades in Nederland en België waren er (nog) niet. Het stond wel een maand op plaats 45 in de maandlijst van het blad Muziek Expres.

#### NPO Radio 2 Top 2000
Harper Valley P.T.A. stond alleen in 2000 in de NPO Radio 2 Top 2000, op plek 1832.